# Желязковец
Желязковец (болг. Желязковец) — село в Болгарии. Находится в Разградской области, входит в общину Самуил. Население составляет 873 человека.

## Политическая ситуация
В местном кметстве Желязковец, в состав которого входит Желязковец, должность кмета (старосты) исполняет Назиф Акиф Рамадан (коалиция в составе 3 партий: Национальное движение «Симеон Второй» (НДСВ), Земледельческий народный союз (ЗНС), Движение за права и свободы (ДПС)) по результатам выборов.
Кмет (мэр) общины Самуил — Бейтула Сали Мюмюн (коалиция партий: Движение за права и свободы (ДПС), Земледельческий народный союз (ЗНС), национальное движение «Симеон Второй» (НДСВ)) по результатам выборов.